# Carlia triacantha
Carlia triacantha là một loài thằn lằn trong họ Scincidae. Loài này được Mitchell mô tả khoa học đầu tiên năm 1953.